# Episodi di Un caso per due (sedicesima stagione)
La sedicesima stagione della serie televisiva tedesca Un caso per due, composta da 10 episodi, è andata in onda in Germania sul canale ZDF a partire dal 26 gennaio 1996.
| nº | Titolo originale   | Titolo italiano              | Prima TV Germania | Prima TV Italia |
| -- | ------------------ | ---------------------------- | ----------------- | --------------- |
| 1  | Miese Tricks       | La trappola                  | 26 gennaio 1996   |                 |
| 2  | Todesengel         | Basta una mela marcia        |                   |                 |
| 3  | Tödlicher Abschied | Mai dimenticare              |                   |                 |
| 4  | Der Köder          | Il dubbio                    |                   |                 |
| 5  | Richtermord        | Il giudice                   |                   |                 |
| 6  | Auf Sand gebaut    | Una strana famiglia          |                   |                 |
| 7  | Ausweg Mord        | Unica via d'uscita: omicidio |                   |                 |
| 8  | Böses Blut         | Codice di riferimento        |                   |                 |
| 9  | Herzschmerz        | Canta la mia canzone         |                   |                 |
| 10 | Tödliches Erbe     | La cara nipote               |                   |                 |